# IC 4980
IC 4980 је спирална галаксија у сазвјежђу Паун која се налази на листи објеката дубоког неба у Индекс каталогу.
Деклинација објекта је - 57° 54' 45" а ректасцензија 20h 15m 28,9s. Привидна величина (магнитуда) објекта IC 4980 износи 13,3 а фотографска магнитуда 14,2. IC 4980 је још познат и под ознакама ESO 143-18, AM 2011-580, IRAS 20114-5803, PGC 64367.